# Produits agroalimentaires traditionnels du Trentin-Haut-Adige
Les Produits agroalimentaires traditionnels du Trentin-Haut-Adige, reconnus par le ministère des Politiques agricoles, alimentaires et forestières (MIPAAF), sur la proposition du gouvernement de la région du Trentin-Haut-Adige sont présentés dans la liste qui suit. La dernière mise à jour est du 7 juin 2012, date de la dernière révision des PAT (produits agroalimentaires traditionnels).

## Liste des produits

### Province autonome de Bolzano
| N° | Dénomination                   | Secteur                                                                          |
| -- | ------------------------------ | -------------------------------------------------------------------------------- |
| 1  | Altreier Kaffee                | Boissons sans alcool, spiritueux et liqueurs                                     |
| 2  | Enzianschnaps                  | Boissons sans alcool, spiritueux et liqueurs                                     |
| 3  | Kranewitter                    | Boissons sans alcool, spiritueux et liqueurs                                     |
| 4  | Latschenschnaps                | Boissons sans alcool, spiritueux et liqueurs                                     |
| 5  | Nusseler                       | Boissons sans alcool, spiritueux et liqueurs                                     |
| 6  | Schwarzbeerschnaps             | Boissons sans alcool, spiritueux et liqueurs                                     |
| 7  | Treber                         | Boissons sans alcool, spiritueux et liqueurs                                     |
| 8  | Bauernschinken                 | Viandes (et abats) et leurs préparations                                         |
| 9  | Blutwurst                      | Viandes (et abats) et leurs préparations                                         |
| 10 | Fleischkäse                    | Viandes (et abats) et leurs préparations                                         |
| 11 | Gamswurst                      | Viandes (et abats) et leurs préparations                                         |
| 12 | Geräuchertes Gamsfleisch       | Viandes (et abats) et leurs préparations                                         |
| 13 | Geräuchertes Hirschfleisch     | Viandes (et abats) et leurs préparations                                         |
| 14 | Geräuchertes Lammfleisch       | Viandes (et abats) et leurs préparations                                         |
| 15 | Geräuchertes Rindfleisch       | Viandes (et abats) et leurs préparations                                         |
| 16 | Gesurtes Schweinernes          | Viandes (et abats) et leurs préparations                                         |
| 17 | Hauswurst                      | Viandes (et abats) et leurs préparations                                         |
| 18 | Hirschwurst                    | Viandes (et abats) et leurs préparations                                         |
| 19 | Kalbskopf                      | Viandes (et abats) et leurs préparations                                         |
| 20 | Kaminwurzen                    | Viandes (et abats) et leurs préparations                                         |
| 21 | Leberwurst                     | Viandes (et abats) et leurs préparations                                         |
| 22 | Meraner Würstel                | Viandes (et abats) et leurs préparations                                         |
| 23 | Speck                          | Viandes (et abats) et leurs préparations                                         |
| 24 | Algunder Bauernkäse halbfett   | Fromages                                                                         |
| 25 | Algunder Butterkäse            | Fromages                                                                         |
| 26 | Algunder Ziegenkäse            | Fromages                                                                         |
| 27 | Alpkäse                        | Fromages                                                                         |
| 28 | Aschbacher Magerkäse           | Fromages                                                                         |
| 29 | Graukäse                       | Fromages                                                                         |
| 30 | Hochpustertaler                | Fromages                                                                         |
| 31 | Inticina                       | Fromages                                                                         |
| 32 | Ortler                         | Fromages                                                                         |
| 33 | Pustertaler Bergkäse           | Fromages                                                                         |
| 34 | Räucherkäse                    | Fromages                                                                         |
| 35 | Sextner Almkäse                | Fromages                                                                         |
| 36 | Toblacher Stangenkäse          | Fromages                                                                         |
| 37 | Zieger                         | Fromages                                                                         |
| 38 | Apfelsaft                      | Produits végétaux à l'état naturel ou transformés                                |
| 39 | Brotklee                       | Produits végétaux à l'état naturel ou transformés                                |
| 40 | Buchweizenmehl                 | Produits végétaux à l'état naturel ou transformés                                |
| 41 | Fichtenhonigsirup              | Produits végétaux à l'état naturel ou transformés                                |
| 42 | Himbeersirup                   | Produits végétaux à l'état naturel ou transformés                                |
| 43 | Holersirup                     | Produits végétaux à l'état naturel ou transformés                                |
| 44 | Kastanien von Südtirol         | Produits végétaux à l'état naturel ou transformés                                |
| 45 | Kloazn (pere essiccate)        | Produits végétaux à l'état naturel ou transformés                                |
| 46 | Kren                           | Produits végétaux à l'état naturel ou transformés                                |
| 47 | Löwenzahnhonigsirup            | Produits végétaux à l'état naturel ou transformés                                |
| 48 | Marille                        | Produits végétaux à l'état naturel ou transformés                                |
| 49 | Mohnsamen                      | Produits végétaux à l'état naturel ou transformés                                |
| 50 | Plentn                         | Produits végétaux à l'état naturel ou transformés                                |
| 51 | Preiselbeermarmelade           | Produits végétaux à l'état naturel ou transformés                                |
| 52 | Ribissirup                     | Produits végétaux à l'état naturel ou transformés                                |
| 53 | Rübenkeime                     | Produits végétaux à l'état naturel ou transformés                                |
| 54 | Sauerkraut                     | Produits végétaux à l'état naturel ou transformés                                |
| 55 | Terlaner Spargel               | Produits végétaux à l'état naturel ou transformés                                |
| 56 | Apfelbrot                      | Pâtes fraîches et produits de boulangerie, biscuiterie, pâtisserie et confiserie |
| 57 | Apfelkiechl                    | Pâtes fraîches et produits de boulangerie, biscuiterie, pâtisserie et confiserie |
| 58 | Breatl                         | Pâtes fraîches et produits de boulangerie, biscuiterie, pâtisserie et confiserie |
| 59 | Dorf Tiroler                   | Pâtes fraîches et produits de boulangerie, biscuiterie, pâtisserie et confiserie |
| 60 | Faschingskrapfen               | Pâtes fraîches et produits de boulangerie, biscuiterie, pâtisserie et confiserie |
| 61 | Fastenbrezel                   | Pâtes fraîches et produits de boulangerie, biscuiterie, pâtisserie et confiserie |
| 62 | Fela Struzn                    | Pâtes fraîches et produits de boulangerie, biscuiterie, pâtisserie et confiserie |
| 63 | Fochas                         | Pâtes fraîches et produits de boulangerie, biscuiterie, pâtisserie et confiserie |
| 64 | Germzopf                       | Pâtes fraîches et produits de boulangerie, biscuiterie, pâtisserie et confiserie |
| 65 | Hirtenbrot                     | Pâtes fraîches et produits de boulangerie, biscuiterie, pâtisserie et confiserie |
| 66 | Holermulla                     | Pâtes fraîches et produits de boulangerie, biscuiterie, pâtisserie et confiserie |
| 67 | Kaisersemmel                   | Pâtes fraîches et produits de boulangerie, biscuiterie, pâtisserie et confiserie |
| 68 | Kiechl                         | Pâtes fraîches et produits de boulangerie, biscuiterie, pâtisserie et confiserie |
| 69 | Knödel                         | Pâtes fraîches et produits de boulangerie, biscuiterie, pâtisserie et confiserie |
| 70 | Krapfen                        | Pâtes fraîches et produits de boulangerie, biscuiterie, pâtisserie et confiserie |
| 71 | Milzschnitten                  | Pâtes fraîches et produits de boulangerie, biscuiterie, pâtisserie et confiserie |
| 72 | Mohnmingilan                   | Pâtes fraîches et produits de boulangerie, biscuiterie, pâtisserie et confiserie |
| 73 | Nocken                         | Pâtes fraîches et produits de boulangerie, biscuiterie, pâtisserie et confiserie |
| 74 | Paarl                          | Pâtes fraîches et produits de boulangerie, biscuiterie, pâtisserie et confiserie |
| 75 | Palabirabrot                   | Pâtes fraîches et produits de boulangerie, biscuiterie, pâtisserie et confiserie |
| 76 | Pindl                          | Pâtes fraîches et produits de boulangerie, biscuiterie, pâtisserie et confiserie |
| 77 | Polsterzipfel                  | Pâtes fraîches et produits de boulangerie, biscuiterie, pâtisserie et confiserie |
| 78 | Püces                          | Pâtes fraîches et produits de boulangerie, biscuiterie, pâtisserie et confiserie |
| 79 | Schlutzkrapfen                 | Pâtes fraîches et produits de boulangerie, biscuiterie, pâtisserie et confiserie |
| 80 | Schüttelbrot                   | Pâtes fraîches et produits de boulangerie, biscuiterie, pâtisserie et confiserie |
| 81 | Schwarzer Weggen               | Pâtes fraîches et produits de boulangerie, biscuiterie, pâtisserie et confiserie |
| 82 | Strauben                       | Pâtes fraîches et produits de boulangerie, biscuiterie, pâtisserie et confiserie |
| 83 | Strudel                        | Pâtes fraîches et produits de boulangerie, biscuiterie, pâtisserie et confiserie |
| 84 | Tirtlan                        | Pâtes fraîches et produits de boulangerie, biscuiterie, pâtisserie et confiserie |
| 85 | Vinschgauer Struzn             | Pâtes fraîches et produits de boulangerie, biscuiterie, pâtisserie et confiserie |
| 86 | Vollkornpaar                   | Pâtes fraîches et produits de boulangerie, biscuiterie, pâtisserie et confiserie |
| 87 | Vorschlag                      | Pâtes fraîches et produits de boulangerie, biscuiterie, pâtisserie et confiserie |
| 88 | Vorschlag Paarl                | Pâtes fraîches et produits de boulangerie, biscuiterie, pâtisserie et confiserie |
| 89 | Zelten                         | Pâtes fraîches et produits de boulangerie, biscuiterie, pâtisserie et confiserie |
| 90 | Zwetschgen- und Marillenknödel | Pâtes fraîches et produits de boulangerie, biscuiterie, pâtisserie et confiserie |
| 91 | Buttermilch                    | Produits d'origine animale (miel, produits laitiers, à l'exclusion du beurre)    |
| 92 | Alpbutter                      | Matières grasses (beurre, margarine, huiles)                                     |

### Province autonome de Trente
| N°  | Dénomination                                                                                    | Secteur                                                                                                |
| --- | ----------------------------------------------------------------------------------------------- | --- |
| 1   | Amaro Valle di Ledro                                                                            | Boissons sans alcool, spiritueux et liqueurs                                                           |
| 2   | Birra di Fiemme                                                                                 | Boissons sans alcool, spiritueux et liqueurs                                                           |
| 3   | Birra di Primiero                                                                               | Boissons sans alcool, spiritueux et liqueurs                                                           |
| 4   | Distillati di frutta trentina                                                                   | Boissons sans alcool, spiritueux et liqueurs                                                           |
| 5   | Genziana (acquavite di genziana)                                                                | Boissons sans alcool, spiritueux et liqueurs                                                           |
| 6   | Ginepro acquavite di ginepro)                                                                   | Boissons sans alcool, spiritueux et liqueurs                                                           |
| 7   | Grappa giovane trentina - metodo Tullio Zadia                                                   | Boissons sans alcool, spiritueux et liqueurs                                                           |
| 8   | Imperatoria (acquavite di Imperatoria)                                                          | Boissons sans alcool, spiritueux et liqueurs                                                           |
| 9   | Picco rosso                                                                                     | Boissons sans alcool, spiritueux et liqueurs                                                           |
| 10  | Sciroppo di lampone, mirtillo nero, ribes nero                                                  | Boissons sans alcool, spiritueux et liqueurs                                                           |
| 11  | Stomatica foletto                                                                               | Boissons sans alcool, spiritueux et liqueurs                                                           |
| 12  | Barbusto ou “moretto”                                                                           | Viandes (et abats) et leurs préparations                                                               |
| 13  | Brusti ou baldonazzi                                                                            | Viandes (et abats) et leurs préparations                                                               |
| 14  | Cacciatore nostrano all'aglio di Caderzone                                                      | Viandes (et abats) et leurs préparations                                                               |
| 15  | Càren de pègora en salamoia                                                                     | Viandes (et abats) et leurs préparations                                                               |
| 16  | Carne “fumada” di Siror                                                                         | Viandes (et abats) et leurs préparations                                                               |
| 17  | Carne salada del Trentino                                                                       | Viandes (et abats) et leurs préparations                                                               |
| 18  | Carne “salada” di capra o di pecora                                                             | Viandes (et abats) et leurs préparations                                                               |
| 19  | Carne salmistrada della Valle di Cembra                                                         | Viandes (et abats) et leurs préparations                                                               |
| 20  | Carne di cavallo affumicata                                                                     | Viandes (et abats) et leurs préparations                                                               |
| 21  | Ciuighe                                                                                         | Viandes (et abats) et leurs préparations                                                               |
| 22  | Cotechino di maiale                                                                             | Viandes (et abats) et leurs préparations                                                               |
| 23  | Figadèt                                                                                         | Viandes (et abats) et leurs préparations                                                               |
| 24  | Fritole ou sizole                                                                               | Viandes (et abats) et leurs préparations                                                               |
| 25  | Lardo ou lardo “fuma”                                                                           | Viandes (et abats) et leurs préparations                                                               |
| 26  | Lucanica di capra o pecora                                                                      | Viandes (et abats) et leurs préparations                                                               |
| 27  | Lucanica mochena di cavallo                                                                     | Viandes (et abats) et leurs préparations                                                               |
| 28  | Lucanica mochena piccante                                                                       | Viandes (et abats) et leurs préparations                                                               |
| 29  | Lucanica mochena stagionata                                                                     | Viandes (et abats) et leurs préparations                                                               |
| 30  | Luganega cauriota affumicata ou lucanica cauriota affumicata                                    | Viandes (et abats) et leurs préparations                                                               |
| 31  | Luganega del Trentino                                                                           | Viandes (et abats) et leurs préparations                                                               |
| 32  | Luganega secca della Valle di Cembra                                                            | Viandes (et abats) et leurs préparations                                                               |
| 33  | Mortandela                                                                                      | Viandes (et abats) et leurs préparations                                                               |
| 34  | Mortandela affumicata della Valle di Non                                                        | Viandes (et abats) et leurs préparations                                                               |
| 35  | Pancetta affumicata                                                                             | Viandes (et abats) et leurs préparations                                                               |
| 36  | Pancetta arrotolata all'aglio ou panceta ligada all'ai della Val Rendena                        | Viandes (et abats) et leurs préparations                                                               |
| 37  | Pancetta nostrana all'aglio di Caderzone                                                        | Viandes (et abats) et leurs préparations                                                               |
| 38  | Paste “de luganeghe” ou pasta di lucaniche                                                      | Viandes (et abats) et leurs préparations                                                               |
| 39  | Pezate di agnelo ou pezate                                                                      | Viandes (et abats) et leurs préparations                                                               |
| 40  | Probusto                                                                                        | Viandes (et abats) et leurs préparations                                                               |
| 41  | Salame all'aglio di Caderzone                                                                   | Viandes (et abats) et leurs préparations                                                               |
| 42  | Salame all'aglio ou salame da l'ai della Val Rendena                                            | Viandes (et abats) et leurs préparations                                                               |
| 43  | Salamella fresca all'aglio di Caderzone                                                         | Viandes (et abats) et leurs préparations                                                               |
| 44  | Salsiccia fresca o luganegheta fresca o salziza fresca                                          | Viandes (et abats) et leurs préparations                                                               |
| 45  | Scorzèta                                                                                        | Viandes (et abats) et leurs préparations                                                               |
| 46  | Speck del Trentino                                                                              | Viandes (et abats) et leurs préparations                                                               |
| 47  | Canestrato                                                                                      | Fromages                                                                                               |
| 48  | Caprino                                                                                         | Fromages                                                                                               |
| 49  | Casàda                                                                                          | Fromages                                                                                               |
| 50  | Casolet                                                                                         | Fromages                                                                                               |
| 51  | Dolomiti                                                                                        | Fromages                                                                                               |
| 52  | Fontal                                                                                          | Fromages                                                                                               |
| 53  | Misto capra                                                                                     | Fromages                                                                                               |
| 54  | Montagna                                                                                        | Fromages                                                                                               |
| 55  | Monte Baldo e Monte Baldo primo fiore                                                           | Fromages                                                                                               |
| 56  | Monteson                                                                                        | Fromages                                                                                               |
| 57  | Nostrano (nostrano “de casel”, nostrano, nostrano di malga, nostrano di Primiero)               | Fromages                                                                                               |
| 58  | Provola e caciotta a pasta filata                                                               | Fromages                                                                                               |
| 59  | Puzzone di Moena ou spretz tzaori ou nostrano della Val di Fassa                                | Fromages                                                                                               |
| 60  | Tosèla di Primiero                                                                              | Fromages                                                                                               |
| 61  | Tre valli                                                                                       | Fromages                                                                                               |
| 62  | Vezzena                                                                                         | Fromages                                                                                               |
| 63  | Burro, burro di malga del Trentino                                                              | Matières grasses (beurre, margarine, huiles)                                                           |
| 64  | Asparago di Zambana                                                                             | Produits végétaux à l'état naturel ou transformés                                                      |
| 65  | Broccolo di Torbole e Santa Massenza                                                            | Produits végétaux à l'état naturel ou transformés                                                      |
| 66  | Carota della Val di Gresta                                                                      | Produits végétaux à l'état naturel ou transformés                                                      |
| 67  | Cavoli cappucci della Val di Gresta                                                             | Produits végétaux à l'état naturel ou transformés                                                      |
| 68  | Crauti                                                                                          | Produits végétaux à l'état naturel ou transformés                                                      |
| 69  | Le verde, o verdòle                                                                             | Produits végétaux à l'état naturel ou transformés                                                      |
| 70  | Mais spin ou Mais nostrano della Valsugana"                                                     | Produits végétaux à l'état naturel ou transformés                                                      |
| 71  | Mais nostrano di Storo                                                                          | Produits végétaux à l'état naturel ou transformés                                                      |
| 72  | Marmellata di frutti di bosco ou conserva de impòmbore ou impòmbere, giasene, more              | Produits végétaux à l'état naturel ou transformés                                                      |
| 73  | Marmellata di mirtilli rossi ou conserva de garnètole                                           | Produits végétaux à l'état naturel ou transformés                                                      |
| 74  | Marmellata di ribes ou conserva de ùa spinèla                                                   | Produits végétaux à l'état naturel ou transformés                                                      |
| 75  | Marone trentino                                                                                 | Produits végétaux à l'état naturel ou transformés                                                      |
| 76  | Noce del bleggio                                                                                | Produits végétaux à l'état naturel ou transformés                                                      |
| 77  | Patata trentina di montagna                                                                     | Produits végétaux à l'état naturel ou transformés                                                      |
| 78  | Pere antiche trentine                                                                           | Produits végétaux à l'état naturel ou transformés                                                      |
| 79  | Sciroppo di sambuco ou conserva de sambùc (dulzen)                                              | Produits végétaux à l'état naturel ou transformés                                                      |
| 80  | Sedano rapa della Val di Gresta                                                                 | Produits végétaux à l'état naturel ou transformés                                                      |
| 81  | Susina di Dro                                                                                   | Produits végétaux à l'état naturel ou transformés                                                      |
| 82  | Basini de Trent                                                                                 | Pâtes fraîches et produits de boulangerie, biscuiterie, pâtisserie et confiserie                       |
| 83  | Béchi panzalini ou filone a due tagli                                                           | Pâtes fraîches et produits de boulangerie, biscuiterie, pâtisserie et confiserie                       |
| 84  | Bina                                                                                            | Pâtes fraîches et produits de boulangerie, biscuiterie, pâtisserie et confiserie                       |
| 85  | Brazedèl                                                                                        | Pâtes fraîches et produits de boulangerie, biscuiterie, pâtisserie et confiserie                       |
| 86  | Buzòla                                                                                          | Pâtes fraîches et produits de boulangerie, biscuiterie, pâtisserie et confiserie                       |
| 87  | Canederli trentini                                                                              | Pâtes fraîches et produits de boulangerie, biscuiterie, pâtisserie et confiserie                       |
| 88  | Canèderlo al formaggio ou gnoches dà formài                                                     | Pâtes fraîches et produits de boulangerie, biscuiterie, pâtisserie et confiserie                       |
| 89  | Cròfani                                                                                         | Pâtes fraîches et produits de boulangerie, biscuiterie, pâtisserie et confiserie                       |
| 90  | Gelato artigianale trentino                                                                     | Pâtes fraîches et produits de boulangerie, biscuiterie, pâtisserie et confiserie                       |
| 91  | Gratini                                                                                         | Pâtes fraîches et produits de boulangerie, biscuiterie, pâtisserie et confiserie                       |
| 92  | Grostoli/crostoli                                                                               | Pâtes fraîches et produits de boulangerie, biscuiterie, pâtisserie et confiserie                       |
| 93  | Pan de fritole                                                                                  | Pâtes fraîches et produits de boulangerie, biscuiterie, pâtisserie et confiserie                       |
| 94  | Pan de segàla                                                                                   | Pâtes fraîches et produits de boulangerie, biscuiterie, pâtisserie et confiserie                       |
| 95  | Pan de sòrc                                                                                     | Pâtes fraîches et produits de boulangerie, biscuiterie, pâtisserie et confiserie                       |
| 96  | Pan taià ou gramolato                                                                           | Pâtes fraîches et produits de boulangerie, biscuiterie, pâtisserie et confiserie                       |
| 97  | Pane di molche - pam de molche                                                                  | Pâtes fraîches et produits de boulangerie, biscuiterie, pâtisserie et confiserie                       |
| 98  | Pandolo                                                                                         | Pâtes fraîches et produits de boulangerie, biscuiterie, pâtisserie et confiserie                       |
| 99  | Pinza                                                                                           | Pâtes fraîches et produits de boulangerie, biscuiterie, pâtisserie et confiserie                       |
| 100 | Strangolapreti                                                                                  | Pâtes fraîches et produits de boulangerie, biscuiterie, pâtisserie et confiserie                       |
| 101 | Stràuli ou stràboli                                                                             | Pâtes fraîches et produits de boulangerie, biscuiterie, pâtisserie et confiserie                       |
| 102 | Strudel                                                                                         | Pâtes fraîches et produits de boulangerie, biscuiterie, pâtisserie et confiserie                       |
| 103 | Torta di “fregoloti”                                                                            | Pâtes fraîches et produits de boulangerie, biscuiterie, pâtisserie et confiserie                       |
| 104 | Tortoléti coi puriòni                                                                           | Pâtes fraîches et produits de boulangerie, biscuiterie, pâtisserie et confiserie                       |
| 105 | Zelten, celteno ou pane di frutta                                                               | Pâtes fraîches et produits de boulangerie, biscuiterie, pâtisserie et confiserie                       |
| 106 | Sisam                                                                                           | Préparations de poissons, mollusques et crustacés et techniques particulières d'élevage de ces espèces |
| 107 | Trota trentina (truite d'élevage ou produit transformé)                                         | Préparations de poissons, mollusques et crustacés et techniques particulières d'élevage de ces espèces |
| 108 | Miel di rasabèch (rhododendron)                                                                 | Produits d'origine animale (miel, produits laitiers, à l'exclusion du beurre)                          |
| 109 | Miele trentino                                                                                  | Produits d'origine animale (miel, produits laitiers, à l'exclusion du beurre)                          |
| 110 | Ricotta di capra fresca, o poina de caòra fresca e ricotta di capra affumicata, ou poina fumàda | Produits d'origine animale (miel, produits laitiers, à l'exclusion du beurre)                          |
| 111 | Ricotta/ricotta affumicata ou poina/poina fumàda/poìna fumegada                                 | Produits d'origine animale (miel, produits laitiers, à l'exclusion du beurre)                          |